# Fantasías animadas de ayer y hoy

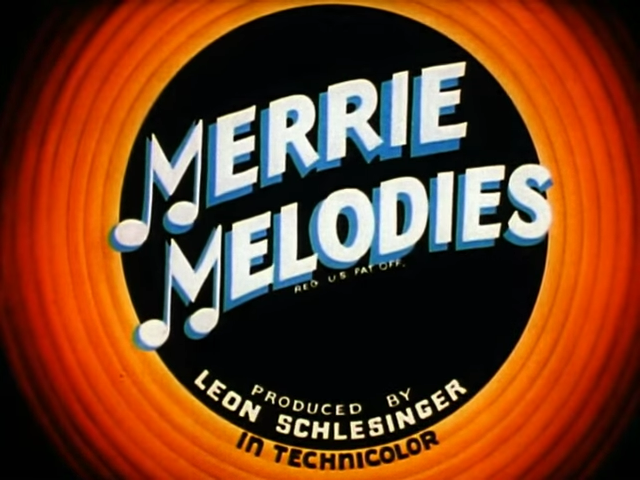
Presentación inicial de Merrie Melodies.

Fantasías animadas de ayer y hoy (siendo su título original Merrie Melodies) es el nombre de una serie de dibujos animados distribuida por Warner Bros. Pictures entre 1931 y 1969. La serie fue producida por Leon Schlesinger Productions hasta 1944, cuando Schlesinger vendió su estudio a Warner Bros. El estudio Warner Bros. Cartoons, Inc. continuó produciendo la serie hasta 1964.

## Historia

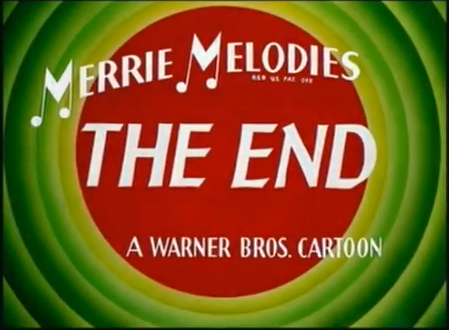
Clausura final de Merrie Melodies.

El productor Leon Schlesinger había creado un dibujo animado para la serie Looney Tunes, y su éxito lo impulsó a intentar vender una serie parecida a Warner Bros. Su argumento de venta es que la serie incluiría música de bandas sonoras de películas de Warner Bros. y esto serviría como publicidad para las grabaciones de Warner Bros. El estudio aceptó, y Schlesinger llamó a la serie Merrie Melodies.
Walt Disney Productions ya había ganado cierto éxito con Silly Symphonies. Dado que la producción de un dibujo animado comenzaba con la banda sonora, animar una pieza musical era mucho más fácil que idear las dos cosas.
La serie Merrie Melodies fue adoptada por Rudy Ising, uno de los dos animadores (el otro era Hugh Harman) que trabajó en los cortometrajes originales de Looney Tunes. El primer dibujo animado de la serie fue Lady, Play Your Mandolin!, estrenado en 1931. Ising trató de introducir nuevos personajes en los cortos de Merrie Melodies, como Piggy, Foxy, y Goopy Geer, pero Foxy era tan parecido a Mickey Mouse que fue rechazado, para no tener problemas con Walt Disney. Los cortos de Merrie Melodies se convirtieron a la larga en historias musicales de amor sin gran trama ni personajes recurrentes, la serie continuó así incluso después que Ising dejara el estudio en 1933.
En 1934, Schlesinger produjo sus primeros cortos de Merrie Melodies en color, Honeymoon Hotel y Beauty and the Beast, que fueron producidos en Cinecolor (Disney tenía derechos exclusivos para el proceso de Technicolor). El éxito hizo que Schlesinger produjera todos los futuros cortos de Merrie Melodies en color. Looney Tunes continuó en blanco y negro hasta 1943.
La serie es famosa por haber introducido al personaje de Bugs Bunny, tanto sus prototipos como su versión normal, alcanzando incluso mayor popularidad que Looney Tunes en algún tiempo. Todos los cortos de Bugs hasta 1943 fueron hechos en Merrie Melodies.
Los dibujos animados de Merrie Melodies fueron obligados a incluir al menos el coro de una canción de Warner Bros. La política molestó a los animadores de Merrie Melodies, ya que las canciones interrumpían la velocidad y ritmo de los dibujos animados.
A finales de los años 1930, los animadores se mantuvieron ajenos a esta obligación, y los cortometrajes de Merrie Melodies se asemejaron más a la serie en blanco y negro de Looney Tunes. En 1943, Schlesinger comenzó a producir Looney Tunes en color también, y las dos series se volvieron prácticamente iguales con excepción de la música y la imagen de título. Por este tiempo el tema musical de Looney Tunes era "The Merry-Go-Round Broke Down" por Cliff Friend y Dave Franklin, y el de Merrie Melodies era una adaptación de "Merrily We Roll Along" por Charles Tobias, Murray Mencher y Eddie Cantor.
La música de Warner Bros. continuó apareciendo en algunos cortos, sin embargo, como se muestra en "The Merry-Go-Round Broke Down" y "Singing in the Bathtub", también la música de Carl Stalling y Raymond Scott, particularmente "Powerhouse".

## Fama e impacto en Hispanoamérica y España
Para el público de habla hispana, Merrie Melodies se hizo conocido como Fantasías animadas de ayer y hoy, debido a las presentaciones de los primeros doblajes al español realizados a los dibujos animados de Warner Bros. Dicha traducción fue realizada a partir de 1958 en unos estudios llamados CINSA, en México, y estuvo bajo la dirección del legendario actor de doblaje Jorge "El Tata" Arvizu, quien a la vez daría voz en español de la mayoría de personajes masculinos de los cortometrajes, especialmente a Bugs Bunny, el Pato Lucas y Porky. Sin embargo, hay cortos de Looney Tunes que son llamados en este doblaje con la misma denominación en español a Merrie Melodies.
Posteriormente, los cortos de Merrie Melodies doblados por Jorge Arvizu fueron redoblados, primero por Turner Entertainment en 1996 y después por Warner Bros durante la primera década del siglo 21. Al menos para el redoblaje de Turner, el título de Merrie Melodies siendo traducido al español como Fantasías animadas de ayer y hoy.